# Shazam (app)
Shazam is een applicatie waarmee gebruikers de titel of artiest van een muziekstuk kunnen achterhalen door een geluidsfragment op te nemen. Herkende nummers kunnen vervolgens via Spotify, Apple Music, Deezer of YouTube worden beluisterd. Apple is eigenaar van Shazam.